# Aleksandr Vasilevsky
Aleksandr Mikhaylovich Vasilevsky (em russo:  Алекса́ндр Миха́йлович Василе́вский) (Novaya Golchikha, 30 de setembro de 1895 - Moscou, 5 de dezembro de 1977) foi um comandante militar e Marechal da União Soviética.
Vasilevsky foi o chefe do estado-maior soviético e vice-Ministro da Defesa durante a Segunda Guerra Mundial, e Ministro da Defesa da URSS entre 1949 e 1953. Em seu comando, foi o responsável pelo planejamento e coordenação de quase todas as ofensivas soviéticas na guerra, de Stalingrado em 1942 ao ataque à Prússia Oriental e a cidade-fortaleza de Königsberg, em 1945.

## Carreira
Vasilevsky começou sua carreira militar durante a Primeira Guerra Mundial, alcançando a patente de capitão em 1917. No início da Revolução Russa e na Guerra Civil que se seguiu, ele foi conscrito no Exército Vermelho, tomando parte na guerra com a Polônia.
Após o conflito, ele rapidamente galgou posições na hierarquia militar do país, alcançando o posto de comandante de regimento em 1930, demonstrando, neste posto, grande inteligência e astúcia na organização e no treinamento de tropas. Seu talento não passou despercebido e em 1931 foi feito membro do Diretório de Treinamento Militar. Em 1937, após o grande expurgo de Josef Stalin nas forças armadas, ele foi promovido a oficial de estado-maior.
No início da contra-ofensiva soviética de 1943, durante a Segunda Guerra Mundial, Vasilevsky coordenou e executou os contra-ataques no baixo Don, no alto Don, na Crimeia, na Bielorrússia e nos Estados Bálticos, terminando a guerra com a captura de Königsberg (hoje Kaliningrado).
Em julho de 1945, ele foi apontado Comandante-em-chefe das forças soviéticas no Extremo Oriente, para a guerra contra o último dos integrantes do Eixo que ainda não havia sido derrotado, o Japão. Derrotando os japoneses na Manchúria, foi o encarregado de receber a rendição japonesa ao fim da guerra.
Depois da guerra, Vasilevsky se assumiu o cargo de Ministro da Defesa da União Soviética, cargo que manteve até a morte de Stalin, em 1953. Com a subida ao poder de Nikita Krushev, ele começou a perder poder até ser instalado num cargo meramente decorativo do governo soviético. Após sua morte, foi enterrado nas muralhas do Kremlin, ao lado de outras figuras de destaque da vida soviética, em reconhecimento por seus serviços e contribuições à nação.